# Felix Raffel
Felix Raffel (* 8. Dezember 1983 in Neumünster) ist ein deutscher Filmkomponist und Pianist.

## Leben
Felix Raffel studierte von 2003 bis 2008 Klavier an der Hochschule für Musik, Theater und Medien Hannover bei Heidi Köhler und von 2007 bis 2011 Filmmusik an der Filmhochschule Babelsberg bei Ulrich Reuter und Bernd Wefelmeyer. Das dortige Studium absolvierte er 2011 als Diplom-Filmkomponist und 2014 als Meisterschüler.
Im Jahr 2011 erhielt Raffel ein Stipendium der Paul-Woitschach-Stiftung zur Teilnahme am Filmmusikkurs des Aspen Music Festival and School und nahm 2012 am renommierten ASCAP-Workshop in Los Angeles teil.
Neben seiner kompositorischen Tätigkeit ist er als Pianist und musikalischer Leiter in verschiedenen Theatern aktiv, u. a. in der Volksbühne am Rosa-Luxemburg-Platz, am Heimathafen Neukölln, dem Theater Rigiblick, dem Springmaus Improvisationstheater oder beim Berliner Improvisationstheater Die Gorillas.

## Auszeichnungen (Auswahl)
- 2006: 1. Preis beim Internationalen Klavierwettbewerb Piano Campus
- 2010: Jerry Goldsmith Award für The Boy Who Wouldn't Kill
- 2011: 2. Preis des Instant Composition Contest beim Transatlantyk Filmmusikfestival
- 2014: Rolf-Hans Müller Preis für Filmmusik (Nominierung)
- 2016: Peer Raben Music Award (Nominierung)

## Filmografie (Auswahl)
- 2007: Sydney
- 2008: Dietrichs Methode
- 2009: The Boy Who Wouldn’t Kill
- 2009: Das Erbe
- 2010: Zwillinge
- 2010: Nazi Supership
- 2010: The End Of Red October
- 2011: Stalking Hitler’s Generals
- 2011: Dann fressen ihn die Raben
- 2011: Dr. Ketel – Der Schatten von Neukölln
- 2011: Der Wechselbalg
- 2012: Am Himmel der Tag
- 2012: Mia and me – Abenteuer in Centopia (Titelsong)
- 2012: Zima
- 2013: Tanz mit ihr
- 2013: Totale Stille
- 2013: Krieg der Patente
- 2014: Super 4
- 2014: Nachthelle
- 2015: Lichtgestalten
- 2015: Terra X: Die Macht der Farben
- 2016: Santa Maria
- 2017: Harrys Insel (ARD Degeto)
- 2017: Beutolomäus und der wahre Weihnachtsmann (24-teilige Fernsehserie, KiKA)
- 2018: Die Sorgenfresser (Fernsehserie)
- 2018: A Young Man With High Potential
- 2018: Superjhemp retörns
- 2019: Das Menschenmögliche (ZDF)
- 2019: Nachts baden (ARD Degeto)
- 2019: Rest in Greece
- 2019: Käse und Blei (NDR-Silvesterkomödie)
- 2019: Katzenjammer Kauderwelsch
- 2020, 2021: Großstadtrevier (Fernsehserie, 2 Folgen)
- 2021: Beutolomäus und die vierte Elfe
- 2022: Oh Hell
- 2022: Die Känguru-Verschwörung (Additional Music)
- 2022: Malibu – Camping für Anfänger (ZDF-Herzkino)
- 2022: Malibu – Ein Zelt für drei
- 2023: Malibu – Schwesterherzen
- 2023: Malibu – Küss den Frosch
- 2023: Malibu – Mein Traum, dein Traum
- 2023: Gäste zum Essen
- 2024: Sisi (Fernsehserie, 1 Folge)